# Le Lesme
Le Lesme é uma comuna francesa na região administrativa da Normandia, no departamento de Eure. Estende-se por uma área de 26.50 km². Em 2010 a comuna tinha 684 habitantes (densidade: 25,8 hab./km²).
Foi criada em 1 de janeiro de 2016, após a fusão das antigas comunas de Sainte-Marguerite-de-l'Autel e Guernanville.